# Jean Penzer
Jean Penzer (Livry-Gargan, 1º ottobre 1927 – Châtenay-Malabry, 20 maggio 2021) è stato un direttore della fotografia francese.

## Riconoscimenti
- Premio César per la migliore fotografia
  - 1980: candidato - Buffet freddo
  - 1982: candidato - Malevil
  - 1983: candidato - Una camera in città
  - 1986: vincitore - Shocking Love

## Filmografia parziale
- L'amante di cinque giorni (L'amant de cinq jours), regia di Philippe de Broca (1961)
- I sette peccati capitali (Les sept péchés capitaux), episodi La Gourmandise, regia di Philippe de Broca, La Colère, regia di Sylvain Dhomme (1962)
- Il vecchio e il bambino (Le vieil homme et l'enfant), regia di Claude Berri (1967)
- Non tirate il diavolo per la coda (Le diable par la queue), regia di Philippe de Broca (1969)
- Portami quello che hai e prenditi quello che vuoi (Les caprices de Marie), regia di Philippe de Broca (1970)
- Cinque matti alla corrida (Les Charlots font l'Espagne), regia di Jean Girault (1972)
- L'idolo della città (Salut l'artiste), regia di Yves Robert (1973)
- Il poliziotto della brigata criminale (Peur sur la ville), regia di Henri Verneuil (1975)
- L'incorreggibile (L'incorrigible), regia di Philippe de Broca (1975)
- Lo sparviero (L'alpagueur), regia di Philippe Labro (1976)
- Il cadavere del mio nemico (Le corps de mon ennemi), regia di Henri Verneuil (1976)
- Preparate i fazzoletti (Préparez vos mouchoirs), regia di Bertrand Blier (1978)
- Lady Oscar, regia di Jacques Demy (1979)
- Buffet freddo (Buffet froid), regia di Bertrand Blier (1979)
- Malevil, regia di Christian de Chalonge (1981)
- Una camera in città (Une chambre en ville), regia di Jacques Demy (1982)
- La signora è di passaggio (La Passante du Sans-Souci), regia di Jacques Rouffio (1982)
- La Femme de mon pote, regia di Bertrand Blier (1983)
- Scandalo a palazzo (Le bon plaisir), regia di Francis Girod (1984)
- Shocking Love (On ne meurt que 2 fois), regia di Jacques Deray (1985)
- Lui portava i tacchi a spillo (Tenue de soirée), regia di Bertrand Blier (1986)
- Trois places pour le 26, regia di Jacques Demy (1988)
- Il ritorno di Casanova (Le Retour de Casanova), regia di Édouard Niermans (1992)